# NGC 5756
NGC 5756 é uma galáxia espiral barrada (SBbc) localizada na direcção da constelação de Libra. Possui uma declinação de -14° 51' 12" e uma ascensão recta de 14 horas, 47 minutos e 33,7 segundos.
A galáxia NGC 5756 foi descoberta em 5 de Junho de 1836 por John Herschel.